# باشگاه فوتبال آلتای اسپور
باشگاه فوتبال آلتای اسپور (به ترکی استانبولی: Altay Spor Kulübü) یک باشگاه حرفه‌ای که در لیگ دسته اول فوتبال ترکیه است و در شهر ازمیر در کشور ترکیه حضور دارد. این باشگاه در سال ۱۹۱۴ بنا نهاده شد.

## تاریخ
آلتای در سال ۱۹۱۴ در ازمیر با عنوان استقلال تأسیس شد. هدف اولیه این باشگاه اتحاد جوانان ترک در فعالیت‌های ورزشی و تشویق آنها بود، زیرا در دهه ۱۹۱۰ اقلیت‌ها بر فعالیت‌های ورزشی در ازمیر مسلط بودند. در زمان حکومت عثمانی، فوتبالیست‌های ترکیه قادر به رقابت نبودند. آلتای مورد حمایت سیاستمداران آن دوره ترکیه بود. سلال بایر در تأسیس باشگاه بسیار سخت کار کرد و حمایت کامل خود را انجام داد.
آلتای از جایگاه مهمی در تاریخ فوتبال ترکیه برخوردار است. این باشگاه نقش کلیدی در متحد کردن جامعه ترک در طول جنگ استقلال ترکیه داشت. بسیاری از بازیکنان و طرفداران آلتای اسپور در جنگ ترکیه جان خود را از دست دادند. پس از تصویب قانون نام خانوادگی، مصطفی کمال آتاترک نام ژنرال فهرالدین آلتای نام خانوادگی «آلتای» را تعیین کرد. بازی آلتای در ورزشگاه آلسانجاک مصطفی دنیزلی ازمیر اولین بار در سال ۱۹۲۹ ساخته شد و اخیراً در سال ۲۰۲۱ بازسازی شد.

## بازیکنان ایرانی
- رضا شاهرودی (۱۹۹۸)
- محمد نادری (۲۰۲۳–۲۰۲۱)

## افتخارات
جام حذفی فوتبال ترکیه
- ۶۷–۱۹۶۶، ۸۰–۱۹۷۹
- ۶۴–۱۹۶۳، ۶۸–۱۹۶۷، ۷۲–۱۹۷۱، ۷۹–۱۹۷۸، ۸۶–۱۹۸۵

سوپر جام فوتبال ترکیه
- ۱۹۶۷، ۱۹۸۰

لیگ دسته اول فوتبال ترکیه
- ۰۲–۲۰۰۱
- ۸۴–۱۹۸۳، ۹۱–۱۹۹۰